# نخلستان الچه
پالمرال یا نخلستان الچه (اسپانیایی: Palmeral de Elche؛ والنسیایی: Palmerar d'Elx) نام عمومی برای سیستم باغات خرما در شهر الچه، اسپانیا است.